# Национальный конькобежный овал
Национальный конькобежный овал
(кит. 国家速滑馆; англ. National Speed Skating Oval) — крытый конькобежный стадион в Пекине, располагающийся в Олимпийском парке, на котором во время зимних Олимпийских игр 2022 года прошли соревнования по конькобежному спорту.

## История
Строительство катка началось в середине 2017 года. Его завершение планировалось на конец 2019 года, а проведение первых соревнований — на 2020 год. В связи с пандемией коронавируса эти сроки подверглись корректировке. Строительство стадиона было завершено 25 декабря 2020 года. Чемпионат мира по конькобежному спорту на отдельных дистанциях 2021, который должен был пройти на ледовой арене, перенесли в нидерландский Херенвен. С 8 по 10 октября 2021 года стадион принимал открытый чемпионат Китая по конькобежному спорту с участием спортсменов из Южной Кореи и Нидерландов — первые международные тестовые соревнования на катке перед Олимпиадой в Пекине.

## Описание
Стандартный 400-метровый овальный конькобежный стадион с двумя дорожками. 6800 мест для зрителей, вместе с временными сидениями 12 000 мест. Каток построен по проекту фирмы Populous на месте объекта летних Олимпийских игр 2008 года «Olympic Green Hockey Field», на котором проводились соревнования по хоккею на траве.

## Рекорды катка

### Мужчины
| Дистанция       | Спортсмен                                      | Страна     | Время       | Дата            |
| --------------- | ---------------------------------------------- | ---------- | ----------- | --------------- |
| 500 м           | Джордан Штольц                                 | США        | 34,27       | 29 ноября 2024  |
| 1000 м          | Джордан Штольц                                 | США        | 1.07,62     | 30 ноября 2024  |
| 1500 м          | Кьелд Нёйс                                     | Нидерланды | 1.43,21 OR  | 8 февраля 2022  |
| 5000 м          | Нильс ван дер Пул                              | Швеция     | 6.08,84 OR  | 6 февраля 2022  |
| 10 000 м        | Нильс ван дер Пул                              | Швеция     | 12.30,74 WR | 11 февраля 2022 |
| Командная гонка | Даниил Алдошкин Сергей Трофимов Руслан Захаров | ОКР        | 3.36,62 OR  | 15 февраля 2022 |

### Женщины
| Дистанция       | Спортсмен                                    | Страна     | Время      | Дата            |
| --------------- | -------------------------------------------- | ---------- | ---------- | --------------- |
| 500 м           | Эрин Джексон                                 | США        | 37,04      | 13 февраля 2022 |
| 1000 м          | Михо Такаги                                  | Япония     | 1.13,19 OR | 17 февраля 2022 |
| 1500 м          | Ирен Вюст                                    | Нидерланды | 1.53,28 OR | 7 февраля 2022  |
| 3000 м          | Ирен Схаутен                                 | Нидерланды | 3.56,93 OR | 5 февраля 2022  |
| 5000 м          | Ирен Схаутен                                 | Нидерланды | 6.43,51 OR | 10 февраля 2022 |
| Командная гонка | Ивани Блонден Валери Мальте Изабель Вайдеман | Канада     | 2.53,44 OR | 15 февраля 2022 |